# 上原茂行
上原 茂行（うえはら しげゆき、1973年3月7日 - ）は、京都府京都市下京区の元野球選手、野球指導者。プロ野球選手の経験はない。

## 経歴
京都西高では、高校2年次に選抜と夏の甲子園に出場。3年夏は府大会準決勝で松岡正樹捕手が4番の平安高に惜敗。
龍谷大学では同期・正津英志（その後中日）、大島寛（その後西武）とバッテリーを組んで4年の大学選手権ではベスト8。1学年下には当初投手であった益田大介もいた。
その後、社会人野球・一光に入社するが1年限りで母校・龍谷大でコーチとなる。社会人時代は高橋郁雄、大学コーチ時代は河端龍、本郷宏樹がいて後にプロでも同僚となる。
1997年、ヤクルトに二軍チームスタッフとしてプロ野球選手経験なく入団（プロ野球経験なしにチームスタッフになるのはとても珍しいケースである）。その後、二軍バッテリーコーチ補佐を経て、二軍バッテリーコーチを務め、2007年で退団した。
2011年より、神戸国際大学硬式野球部監督。2012年に退任。
2013年より、東北楽天ゴールデンイーグルス犬鷲寮の寮長兼二軍ブルペン捕手。2017年より再び、龍谷大コーチとなる。
2018年はベースボール・チャレンジ・リーグ（ルートインBCリーグ）の富山GRNサンダーバーズでコーチを務め、シーズン終了後に退任した。
2019年より、東北楽天ゴールデンイーグルスでスコアラーを務める。
2024年12月4日、富山GRNサンダーバーズ（所属リーグは日本海リーグに変更）の監督に就任することが発表された。富山には7年ぶりの復帰となる。

## 詳細情報

### 背番号
- 70 （1997年 - 2007年、2018年、2025年 - ）